# Etheostoma trisella
Etheostoma trisella és una espècie de peix de la família dels pèrcids i de l'ordre dels perciformes.

## Morfologia
- Pot assolir els 5,9 cm de llargària màxima,[4] tot i que la seua mida normal és de 3,6.[5]

## Reproducció
Té lloc a l'hivern i a principis de la primavera a la capçalera del riu on viu. Els ous, enganxats al substrat i abandonats sense cap mena de protecció, fan la desclosa en uns trenta dies a 12 °C de temperatura. El rang d'edat de les femelles reproductores és d'1-2 anys i pocs individus viuen fins als 3.

## Alimentació
Menja invertebrats (com ara copèpodes, larves de mosquit i de tricòpters i nimfes d'efemeròpters i de plecòpters).

## Hàbitat
És d'aigua dolça, bentopelàgic i de clima subtropical (36°N-33°N), el qual viu als fons aquàtics de sorra i grava de rierols i de rius petits.

## Distribució geogràfica
Es troba a Nord-amèrica: la conca del riu Coosa al nord de Geòrgia, el nord d'Alabama i el sud-est de Tennessee.

## Observacions
És inofensiu per als humans.